# Bruno Oliviero
Bruno Oliviero (Torre del Greco, 2 luglio 1972) è un regista, sceneggiatore e direttore della fotografia italiano, vincitore di un Nastro d'argento, un David di Donatello e un Premio Flaiano.

## Biografia
Cresce culturalmente e professionalmente nella città di Napoli, trasferendosi nel 2003 a Milano per ragioni lavorative, alternandosi tra il capoluogo lombardo e Parigi.

## Filmografia

### Sceneggiatore e regista
- La variabile umana (2013)

### Regista
- Nato a Casal di Principe (2017)

### Sceneggiatore
- L'intrusa, regia di Leonardo Di Costanzo (2017)
- Ariaferma, regia di Leonardo Di Costanzo (2021)
- Elisa, regia di Leonardo Di Costanzo (2025)

## Premi e riconoscimenti
David di Donatello
2022 - Migliore sceneggiatura originale, con Leonardo Di Costanzo e Valia Santella - Ariaferma
Nastro d'argento
2018 - Nastro della legalità - Nato a Casal di Principe
Premio Flaiano
2022 - Migliore sceneggiatura, con Valia Santella - Ariaferma